# Marian River
Marian River är ett vattendrag i Kanada.   Det ligger i territoriet Northwest Territories, i den centrala delen av landet, 3 200 km nordväst om huvudstaden Ottawa. Marian River ligger vid sjöarna  Marian Lake och Shoti Lake.
Trakten runt Marian River är nära nog obefolkad, med mindre än två invånare per kvadratkilometer.